# Vértess Lajos
Vértes/Vértess Lajos, születési neve: Véber Lajos, 1955-ig (Budapest, 1897. december 13. – Budapest, 1961. február 6.) magyar színész, színházi rendező. A Színészkamara színművészeti főosztályának alelnöke volt.

## Életpályája
Rákosi Szidi színiiskolájában tanult, ezután Alapi Nándor társulatához szerződött Székesfehérvárra. 1923–24-ben a győri és a debreceni színház tagja volt, 1924-ben és 1926-ban a Renaissance Színház szerződtette. 1925-ben a Belvárosi Színház tagja, 1927–1929 között a Pécsi Nemzeti Színház színész-rendezője volt. 1929 és 1944 között – kisebb megszakításokkal – a Vígszínház színésze volt, 1932-ben Alapi Nándor szerződtette Kamara Színházához. 1935-ben a Magyar Színházban és a Pesti Színházban szerepelt, 1936-ban a Royal Színházban játszott. 1937-ben a Művész Színházban lépett fel, 1939-ben a Pesti Színház társulatában játszott. 1941–1942 között Bubik Árpád mellett a Budapesti Operettszínház igazgató-helyettese volt, 1944-ben rendező volt a Vígszínházban. A fasiszta Színészkamara alelnöke volt, ezért 1945-ben eltiltották a szerepléstől; könyvügynökként dolgozott. 1956-ban az Állami Déryné Színházban volt látható, 1957–1960 között a Petőfi Színházban szerepelt.

## Családja
Szülei: Véber György kereskedő és Ivancsó Mária voltak. 1946-ban megnősült, felesége Kereskényi Sarolta lett.
Sírja a Farkasréti temetőben található (9/2. (9/A.) 2-25).

## Színházi szerepei

### Vértes Lajosként
A Színházi Adattárban regisztrált bemutatóinak száma: 28.
| - Madách Imre: Az ember tragédiája – - Szigligeti Ede: A csikós – Kis Bálint - Klima: A szerencse nem pottyan az égből – Hamr - William Shakespeare: Hamlet, dán királyfi – Polonius - Móricz Zsigmond: Rokonok – Dr. Péterfi - Lajos–Volly: A borjú – Rendőr - Vörösmarty Mihály: Csongor és Tünde – Kalmár - Sós György: Pettyes – Szabó - Trenyov: Gimnazisták – Jugov - Csizmarek Mátyás: Bújócska – Gruber Ferenc - Kálmán Imre: Csárdáskirálynő – Tábornok; Ferdinánd főherceg - Sólyom László: Holnapra kiderül – Lontay Gáspár - Szigligeti Ede: Liliomfi – Szilvai | - Arbuzov: Második szerelem – Matróz - Gyulai-Gaál Ferenc: Wellington hercege – Kozma Kázmér - Brand: Fejvadászok – John Gifford - Bogoszlovszkij: Nászutazás – Szinyikov professzor - Heltai Jenő: A néma levente – Galeotto Marzio - Farkas Ferenc: Zeng az erdő – Kernács - Katona József: Bánk bán – Mikhál bán - Bródy Sándor: A tanítónő – Szolgabíró; Főur - Kanin: Ócskavas nagyban (Pénz és szerelem) – Ed Devery - Dario Niccodemi: Tacskó – Giulio Bernini - Victor Hugo: A nevető ember balladája – A wapentake - Visnyevszkij: Optimista tragédia – Tiszt - Jaroslav Hašek: Svejk – Rendőrbíró |

### Vértess Lajosként
A Színházi Adattárban regisztrált bemutatóinak száma: 5.
- Bárány Tamás: A második kakasszó – Balogh
- Biró Lajos: Sárga liliom – Katolnay ezredes
- Ilf és Petrov: Tizenkét szék – Színházi rendező
- Stendhal: Vörös és fekete – Valenod
- Blazek: Mesébe illik – Hurdalek

## Színházi rendezései
- Schiller: Ármány és szerelem
- Fodor László: Bölcsődal
- Rostand: Cyrano de Bergerac
- Strindberg: Haláltánc

## Filmjei
- A repülő arany (1932)
- Café Moszkva (1935)
- Méltóságos kisasszony (1936)
- Zivatar Kemenespusztán (1936)
- Két fogoly (1937)
- Te csak pipálj, Ladányi! (1938)
- Az örök titok (1938)
- Fekete gyémántok (1938)
- Cifra nyomorúság (1938)
- Zúgnak a szirénák (1939)
- Semmelweis (1939)
- Sarajevo (1940)
- Havasi napsütés (1941)
- Ne kérdezd, ki voltam (1941)
- Férfihűség (1942)
- Fekete hajnal (1942)
- Majális (1943)
- Egy gép nem tért vissza (1943-1944)
- Vihar után (1944)